# Grenada na Letnich Igrzyskach Olimpijskich 1984
Grenadę na Letnich Igrzyskach Olimpijskich 1984 reprezentowało 6 zawodników: 5 mężczyzn i 1 kobieta.

## Skład kadry

### Boks
Mężczyźni
- Emrol Phillip
  - waga lekka - 17. miejsce

- Bernard Wilson
  - waga półśrednia - 9. miejsce

- Chris Collins
  - waga średnia - 17. miejsce

- Anthony Longdon
  - waga półciężka - 17. miejsce

### Lekkoatletyka
Kobiety
- Jacinta Bartholomew
  - skok w dal - 17. miejsce

Mężczyźni
- Samuel Sawny
  - bieg na 800 m - odpadł w eliminacjach